# Pristocnemis
Pristocnemis is een geslacht van hooiwagens uit de familie Gonyleptidae.
De wetenschappelijke naam Pristocnemis is voor het eerst geldig gepubliceerd door C.L. Koch in 1839. 

## Soorten
Pristocnemis omvat de volgende 4 soorten:
- Pristocnemis albimaculatus
- Pristocnemis farinosus
- Pristocnemis perlatus
- Pristocnemis pustulatus